# Дудакова, Виктория Сергеевна
Викто́рия Серге́евна Дудако́ва (род. 29 января 1999, Волгоград) — российский боец смешанных единоборств, выступавшая под эгидой UFC в минимальной весовой категории. Серебряный призёр чемпионата России по ММА 2019 года, чемпионка Европы по ММА 2019 года и бронзовый призёр чемпионата мира 2019 года.

## Биография
Когда Виктории было 7 лет, родители отдали её на плавание и уже с 13-ти лет она входила в состав сборной России. Дудакова смогла стать многократной чемпионкой страны по юниорам и достичь звания мастера спорта.
Занимаясь плаванием, Виктория мечтала попасть на Олимпиаду, но со временем результаты начали падать и она решила сменить род деятельности. Ей всегда нравились единоборства, а кумиром была Ронда Роузи. Виктория тоже захотела познакомиться с боевыми искусствами, но не решалась сделать первый шаг. Помогла мама, которая настояла на том, чтобы дочка не отказывалась от своих желаний.
Для окончательного перехода в смешанные единоборства Виктории пришлось сменить несколько залов, пока она не познакомилась со своим тренером Гасанали Гасаналиевым.
Дудакова в 16 лет начала заниматься кикбоксингом и панкратионом. Ей удалось победить на Кубке России по кикбоксингу среди юниоров (до 18-ти лет) и стать победительницей Первенства России по рукопашному бою (до 21-го года). Далее Дудакова решила перейти в профессиональные смешанные единоборства.

## Карьера в смешанных единоборствах

### Ранняя карьера
На чемпионате России по ММА в 2019 году заняла 2-е место, проиграв единогласным решением судей в финале Дарье Терещенко.
20-летняя россиянка отправилась на чемпионат Европы по MMA, который проходил в Риме. Она одержала три победы — над англичанкой Шарлоттой Браун, финкой Яникой Антинмаа, которая была финалисткой прошлого чемпионата мира, а в финале одолела Ренану Брукштайн из Германии. Победа на турнире позволила Дудаковой стать первой в истории российской чемпионкой Европы по смешанным единоборствам.

### Ultimate Fighting Championship
После поражения 11 января 2025 года Дудакова ударила по лицу своего тренера, и 25 января стало известно об увольнении Виктории из UFC.

## Личная жизнь
Замужем за своим же тренер.

## Статистика в профессиональном ММА
По данным Sherdog:
| Боёв 10  | Побед 8 | Поражений 2 |
| -------- | ------- | ----------- |
| Нокаутом | 2       | 1           |
| Сдачей   | 4       | 0           |
| Решением | 2       | 1           |

| Результат | Рекорд | Соперник             | Способ                                  | Турнир                                                        | Дата             | Раунд | Время | Место                                | Примечание                                                   |
| --------- | ------ | -------------------- | --------------------------------------- | ------------------------------------------------------------- | ---------------- | ----- | ----- | ------------------------------------ | ------------------------------------------------------------ |
| Поражение | 8-2    | Фатима Клайн         | TKO (удары локтями)                     | UFC Fight Night: Дёрн vs. Рибас 2                             | 11 января 2025   | 2     | 4:27  | Лас-Вегас, Невада, США               |                                                              |
| Поражение | 8-1    | Сэм Хьюз             | Раздельное решение                      | UFC on ABC: Сэндхэген vs. Нурмагомедов                        | 3 августа 2024   | 3     | 5:00  | Абу-Даби, ОАЭ                        |                                                              |
| Победа    | 8-0    | Джин Ю Фрей          | Единогласное решение                    | UFC 294                                                       | 21 октября 2023  | 3     | 5:00  | Абу-Даби, ОАЭ                        |                                                              |
| Победа    | 7-0    | Истэла Нуньес        | Технический нокаут (перелом руки)       | UFC on ESPN: Холм vs. Буэну Силва                             | 15 июля 2023     | 1     | 0:34  | Лас-Вегас, Невада, США               | Дебют в UFC                                                  |
| Победа    | 6-0    | Мария Силва          | Единогласное решение                    | Претендентская серия Дэйны Уайта 2022: 6 неделя               | 30 августа 2022  | 3     | 3:00  | Лас-Вегас, Невада, США               |                                                              |
| Победа    | 5-0    | Марина Шутова        | Удушающий приём (сзади)                 | Open Fighting Championship 12                                 | 14 ноября 2021   | 2     | 4:05  | Минск, Беларусь                      | Завоевала титул чемпиона гран-при Open FC в минимальном весе |
| Победа    | 4-0    | Ксения Лачкова       | Технический нокаут (остановка доктором) | Open Fighting Championship 5                                  | 12 июня 2021     | 1     | 5:00  | Жигулёвск, Самарская область, Россия |                                                              |
| Победа    | 3-0    | Анастасия Москвичёва | Удушающий приём (сзади)                 | AMC Fight Nights: Dedicated to the Memory of Vladimir Voronov | 16 марта 2021    | 1     | 0:30  | Москва, Россия                       |                                                              |
| Победа    | 2-0    | Нина Рулёва          | Удушающий приём (сзади)                 | Gorilla Fighting 29                                           | 16 октября 2020  | 2     | 4:39  | Самара, Россия                       |                                                              |
| Победа    | 1-0    | Ирина Дегтярёва      | Болевой приём (рычаг локтя)             | Fight Nights Global 98                                        | 25 сентября 2020 | 3     | 2:49  | Москва, Россия                       | Дебют в минимальном весе                                     |